# Faverolles (Cantal)
Faverolles é uma ex-comuna francesa na região administrativa de Auvérnia-Ródano-Alpes, no departamento de Cantal. Estendeu-se por uma área de 31,5 km². Em 2010 a comuna tinha 302 habitantes (densidade: 9,6 hab./km²).
Em 1 de janeiro de 2016 foi fundida com as comunas de Loubaresse, Saint-Just e Saint-Marc para a criação da nova comuna de Val-d'Arcomie.